# Kaliologie
|  | Dieser Artikel wurde aufgrund von formalen oder inhaltlichen Mängeln in der Qualitätssicherung Biologie zur Verbesserung eingetragen. Dies geschieht, um die Qualität der Biologie-Artikel auf ein akzeptables Niveau zu bringen. Bitte hilf mit, diesen Artikel zu verbessern! Artikel, die nicht signifikant verbessert werden, können gegebenenfalls gelöscht werden. Lies dazu auch die näheren Informationen in den Mindestanforderungen an Biologie-Artikel. |

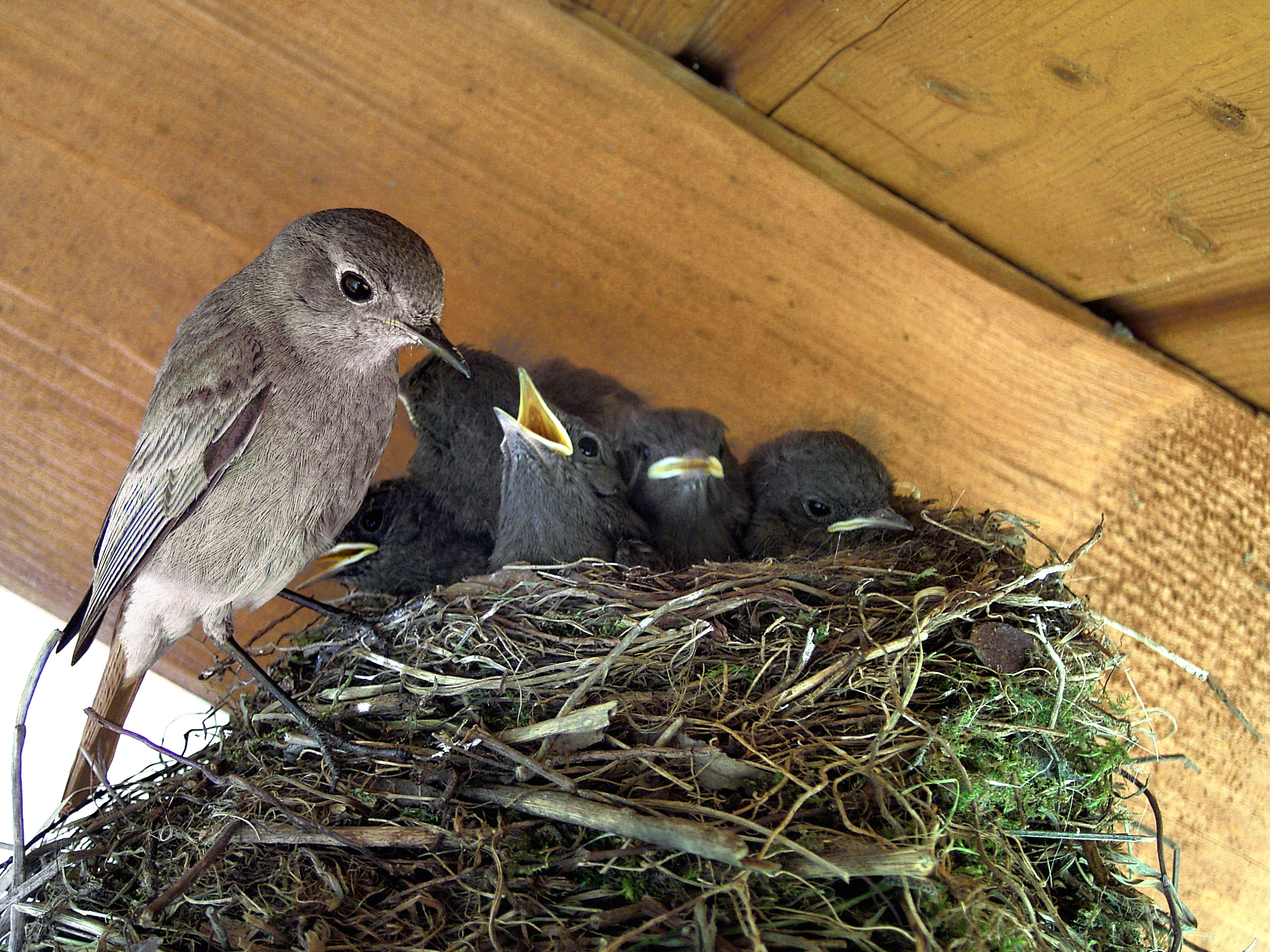
Hausrotschwanz-Nest

Die Kaliologie (griech.: kaliá = Vogelnest und -logie (altgr. λόγος lógos, Wort, auch Lehre, Sinn oder Rede)) ist die Vogel-Nesterkunde und ein Teilgebiet der Ornithologie. 
Ein Nest wird für das Gelege, die Brut, die Speicherung von Futter und zum Schutz der Nestlinge während der Aufzucht verwandt. Einige Vogelarten wie beispielsweise die Teichralle errichten während ihrer Brutperiode mehrere Nestformen, darunter ein Gelegenest, in dem die eigentliche Brut stattfindet und das während der Brutperiode äußerst aggressiv verteidigt wird.
Die meisten Vogelnester dienen nur der Aufzucht des Nachwuchses. Da die Vogeleier mit ihrer kalzifizierten Schale gut rollen können, ist ein besonders wichtiger Grund für den Nestbau der Vögel darin zu suchen, die Eier am Fortrollen zu hindern.
Die offene Bauweise des für Vögel typischen Wohnbaus resultiert daraus, dass für ein flugfähiges Tier eine komplette Umbauung den Fluchtweg behindert. Ausnahmen gibt es zahlreich und können insbesondere der Gefahrenabwehr aus dem Luftraum dienen.
Eine weitere Schutzstrategie des Nestbaus von meist kleineren Vögeln besteht darin, Nester so weit vom Stamm entfernt anzubringen mit einer Tragfähigkeit, welche für das Nest nebst Bewohnern sicher gewährleistet ist, aber für die Annäherung kletternder Fleischfresser nicht ausreichend ist, zum Beispiel Webervögel. Eine Zusatzmaßnahme besteht darin, die Nester abzuseilen, um sie für kletternde Schlangen schwieriger erreichbar zu machen.
Nestern großer Vögel kommt kaum eine Schutzfunktion zu, sie dienen eher dazu, Gelege und Brut einen Halt zu bieten.
Bei Greifvögeln oder bestimmten anderen großen Vögeln nennt man das Nest Horst, wie Adlerhorst oder Storchenhorst, das an unzugänglichen Stellen wie steilen Felswänden oder auf Türmen (Störche) gebaut sein kann.